# Goethe-Institut
El Goethe-Institut es una institución pública alemana de gran relevancia y cuya misión es promover, divulgar y promocionar el conocimiento de la lengua alemana y su cultura. Además, este ente público trata de fomentar las relaciones exteriores entre Alemania y los países donde se encuentra. Su sede central está en Múnich. Está constituido desde principios de 2013 por trece institutos en Alemania y 145 en el exterior (de estos, 35 son Centros Goethe).
Este instituto es el equivalente del Instituto Cervantes español, la Sociedad Dante Alighieri italiana, la Alliance Française francesa, el British Council británico o el Instituto Camões portugués. Todos ellos trabajan por divulgar sus respectivas culturas por todo el mundo, favoreciendo así el conocimiento de algunas de las principales lenguas europeas, hecho por el que se les ha otorgado el Premio Príncipe de Asturias de Comunicación y Humanidades en el año 2005.

## Historia
Fue creado en 1951 como sucesor de la Academia Alemana (Deutsche Akademie, fundada en 1925). Su primera tarea fue la de capacitar profesores de alemán como lengua extranjera en Alemania. En 2001 se fusionó con Inter Nationes, organismo de la Oficina de Prensa Alemana creado en 1952, y entonces fue conocido como «Goethe Institut Inter Nationes» durante un corto período (de 2001 a 2003).
El 1 de junio de 2005, el Goethe-Institut recibió el Premio Príncipe de Asturias de Comunicación y Humanidades correspondiente a dicho año. Comparte el galardón con la Alianza Francesa, la Sociedad Dante Alighieri, el British Council, el Instituto Camões y el Instituto Cervantes.

## Presidentes
| N.º | Periodo     | Nombre               |
| --- | ----------- | -------------------- |
| 1   | 1951 – 1962 | Kurt Magnus          |
| 2   | 1962 – 1963 | Max Grasmann         |
| 3   | 1963 – 1971 | Peter Pfeiffer       |
| 4   | 1971 – 1977 | Hans von Herwarth    |
| 5   | 1977 – 1989 | Klaus von Bismarck   |
| 6   | 1989 – 1993 | Hans Heigert         |
| 7   | 1993 – 2001 | Hilmar Hoffmann      |
| 8   | 2002 – 2008 | Jutta Limbach        |
| 9   | desde 2008  | Klaus Dieter Lehmann |

## Centros en el mundo
A principios de 2013 existían 158 representaciones del Goethe-Institut, de las cuales estaban 30 en África, 24 en América, 31 en Asia, 70 en Europa y 3 en Oceanía. Italia, Francia y los Estados Unidos son los países con mayor cantidad de representaciones (7 ciudades diferentes, respectivamente).

### África
| País            | Ciudad               | Inauguración | Página web |
| --------------- | -------------------- | ------------ | ---------- |
| Argelia         | Argel                | 2003(1)      |            |
| Camerún         | Yaundé               |              |            |
| Costa de Marfil | Abiyán               | 1977         |            |
| Egipto          | El Cairo             |              |            |
| Etiopía         | Addis Abeba          | 1962         |            |
| Ghana           | Acra                 |              |            |
| Kenia           | Nairobi              |              |            |
| Madagascar      | Antananarivo (CG)    | 2000         |            |
| Mali            | Bamako (CG)          |              |            |
| Marruecos       | Casablanca           |              |            |
| Marruecos       | Rabat                |              |            |
| Namibia         | Windhoek (CG)        |              |            |
| Nigeria         | Lagos                |              |            |
| Senegal         | Dakar                |              |            |
| Sudáfrica       | Johannesburgo        |              |            |
| Sudáfrica       | Ciudad del Cabo (CG) |              |            |
| Togo            | Lomé                 |              |            |
| Túnez           | Túnez                |              |            |
| Zimbabue        | Harare (CG)          |              |            |

- (1) - Año de reapertura tras un periodo largo de inactividad
- (CG) – Centro Goethe

### América
| País           | Ciudad                       | Inauguración | Página web |
| -------------- | ---------------------------- | ------------ | ---------- |
| Argentina      | Buenos Aires                 | 1967         |            |
| Argentina      | Córdoba                      |              |            |
| Argentina      | Mendoza (CG)                 |              |            |
| Argentina      | San Juan (CG)                |              |            |
| Bolivia        | La Paz                       |              |            |
| Bolivia        | Santa Cruz de la Sierra (CG) | 1998         |            |
| Brasil         | Brasilia (CG)                | 1971         |            |
| Brasil         | Curitiba                     |              |            |
| Brasil         | Porto Alegre                 |              |            |
| Brasil         | Río de Janeiro               |              |            |
| Brasil         | Salvador                     |              |            |
| Brasil         | São Paulo                    |              |            |
| Canadá         | Montreal                     | 1962         |            |
| Canadá         | Ottawa                       |              |            |
| Canadá         | Toronto                      |              |            |
| Canadá         | Vancouver (CG)               |              |            |
| Chile          | Santiago                     | 1952         |            |
| Chile          | Concepción (CG)              |              |            |
| Chile          | Viña del Mar (CG)            |              |            |
| Colombia       | Bogotá                       | 1957         |            |
| Costa Rica     | San José (CG)                |              |            |
| Ecuador        | Quito (CG)                   |              |            |
| Estados Unidos | Atlanta                      |              |            |
| Estados Unidos | Boston                       |              |            |
| Estados Unidos | Chicago                      |              |            |
| Estados Unidos | Los Ángeles                  |              |            |
| Estados Unidos | Nueva York                   |              |            |
| Estados Unidos | San Francisco                | 1967         |            |
| Estados Unidos | Washington                   |              |            |
| Guatemala      | Ciudad de Guatemala          |              |            |
| México         | Ciudad de México             |              |            |
| Paraguay       | Asunción (CG)                |              |            |
| Perú           | Lima                         | 1966         |            |
| Uruguay        | Montevideo                   |              |            |
| Venezuela      | Caracas                      |              |            |

- (CG) – Centro Goethe

### Asia
| País                   | Ciudad                  | Inauguración | Página web |
| ---------------------- | ----------------------- | ------------ | ---------- |
| Afganistán             | Kabul                   | 2003(1)      |            |
| Bangladés              | Dacca                   |              |            |
| China                  | Hong Kong               |              |            |
| China                  | Pekín                   |              |            |
| China                  | Shanghái                |              |            |
| Corea del Sur          | Seúl                    | 1968         |            |
| Filipinas              | Manila                  |              |            |
| Georgia                | Tiflis                  |              |            |
| India                  | Bangalore               | 1960         |            |
| India                  | Bombay                  |              |            |
| India                  | Calcuta                 |              |            |
| India                  | Madras                  |              |            |
| India                  | Nueva Delhi             |              |            |
| India                  | Pune                    |              |            |
| Indonesia              | Bandung                 |              |            |
| Indonesia              | Surabaya (CG)           |              |            |
| Indonesia              | Yakarta                 |              |            |
| Israel                 | Jerusalén               |              |            |
| Israel                 | Tel Aviv                | 1979         |            |
| Japón                  | Kioto                   |              |            |
| Japón                  | Osaka                   |              |            |
| Japón                  | Tokio                   |              |            |
| Jordania               | Amán                    |              |            |
| Kazajistán             | Almaty                  |              |            |
| Líbano                 | Beirut                  |              |            |
| Malasia                | Kuala Lumpur            |              |            |
| Nepal                  | Katmandú (CG)           |              |            |
| Pakistán               | Karachi                 |              |            |
| Pakistán               | Lahore (CG)             |              |            |
| Palestina              | Ramala                  |              |            |
| Singapur               | Singapur                |              |            |
| Sri Lanka              | Colombo                 | 1957         |            |
| Siria                  | Damasco                 |              |            |
| Taiwán                 | Taipéi                  |              |            |
| Tailandia              | Bangkok                 |              |            |
| Turquía                | Ankara                  |              |            |
| Turquía                | Esmirna                 |              |            |
| Turquía                | Estambul                |              |            |
| Uzbekistán             | Taskent                 |              |            |
| Emiratos Árabes Unidos | Abu Dabi                |              |            |
| Vietnam                | Ciudad Ho Chi Minh (CG) |              |            |
| Vietnam                | Hanói                   | 1997         |            |

- (CG) – Centro Goethe

### Europa
| País                 | Ciudad                | Inauguración | Página web |
| -------------------- | --------------------- | ------------ | ---------- |
| Bélgica              | Bruselas              | 1959         |            |
| Bielorrusia          | Minsk                 | 1993         |            |
| Bosnia y Herzegovina | Sarajevo              | 2000         |            |
| Bulgaria             | Sofía                 | 1989         |            |
| Chipre               | Nicosia (CG)          |              |            |
| Croacia              | Zagreb                |              |            |
| Dinamarca            | Copenhague            |              |            |
| Eslovaquia           | Bratislava            |              |            |
| Eslovenia            | Liubliana             |              |            |
| España               | Barcelona             | 1957         |            |
| España               | Granada               |              |            |
| España               | Madrid                | 1957         |            |
| España               | San Sebastián         |              |            |
| Estonia              | Tallin                | 1991         |            |
| Finlandia            | Helsinki              |              |            |
| Francia              | Aix-en-Provence (CG)  |              |            |
| Francia              | Burdeos               |              |            |
| Francia              | Estrasburgo (CG)      |              |            |
| Francia              | Lille                 | 1957         |            |
| Francia              | Lyon                  |              |            |
| Francia              | Nancy                 |              |            |
| Francia              | París                 |              |            |
| Francia              | Toulouse              |              |            |
| Grecia               | Atenas                | 1952         |            |
| Grecia               | La Canea (CG)         |              |            |
| Grecia               | Patras (CG)           |              |            |
| Grecia               | Salónica              |              |            |
| Hungría              | Budapest              | 1988         |            |
| Irlanda              | Dublín                |              |            |
| Italia               | Bolonia (CG)          |              |            |
| Italia               | Génova                |              |            |
| Italia               | Milán                 | 1958         |            |
| Italia               | Nápoles               |              |            |
| Italia               | Palermo               |              |            |
| Italia               | Piacenza (CG)         |              |            |
| Italia               | Roma                  |              |            |
| Italia               | Trieste               |              |            |
| Italia               | Turín                 | 1954         |            |
| Italia               | Verona (CG)           |              |            |
| Letonia              | Riga                  | 1992         |            |
| Lituania             | Vilna                 | 1998         |            |
| Luxemburgo           | Luxemburgo            |              |            |
| Macedonia del Norte  | Skopie                |              |            |
| Noruega              | Oslo                  |              |            |
| Países Bajos         | Ámsterdam             |              |            |
| Países Bajos         | Róterdam              |              |            |
| Polonia              | Cracovia              |              |            |
| Polonia              | Lublin (CG)           |              |            |
| Polonia              | Varsovia              | 1990         |            |
| Portugal             | Lisboa                |              |            |
| Portugal             | Oporto                |              |            |
| República Checa      | České Budějovice (CG) |              |            |
| República Checa      | Pardubice (CG)        |              |            |
| República Checa      | Praga                 | 1990         |            |
| Reino Unido          | Glasgow               |              |            |
| Reino Unido          | Londres               |              |            |
| Reino Unido          | Mánchester            |              |            |
| Rumania              | Bucarest              |              |            |
| Rumania              | Iași (CG)             |              |            |
| Rusia                | Moscú                 |              |            |
| Rusia                | San Petersburgo       |              |            |
| Serbia               | Belgrado              | 1970         |            |
| Suecia               | Estocolmo             |              |            |
| Ucrania              | Kiev                  |              |            |

- (CG) – Centro Goethe

### Oceanía
| País          | Ciudad     | Inauguración | Página web |
| ------------- | ---------- | ------------ | ---------- |
| Australia     | Melbourne  |              |            |
| Australia     | Sídney     |              |            |
| Nueva Zelanda | Wellington |              |            |

## Iniciativa Pasch: "Schulen Partner der Zukunft"

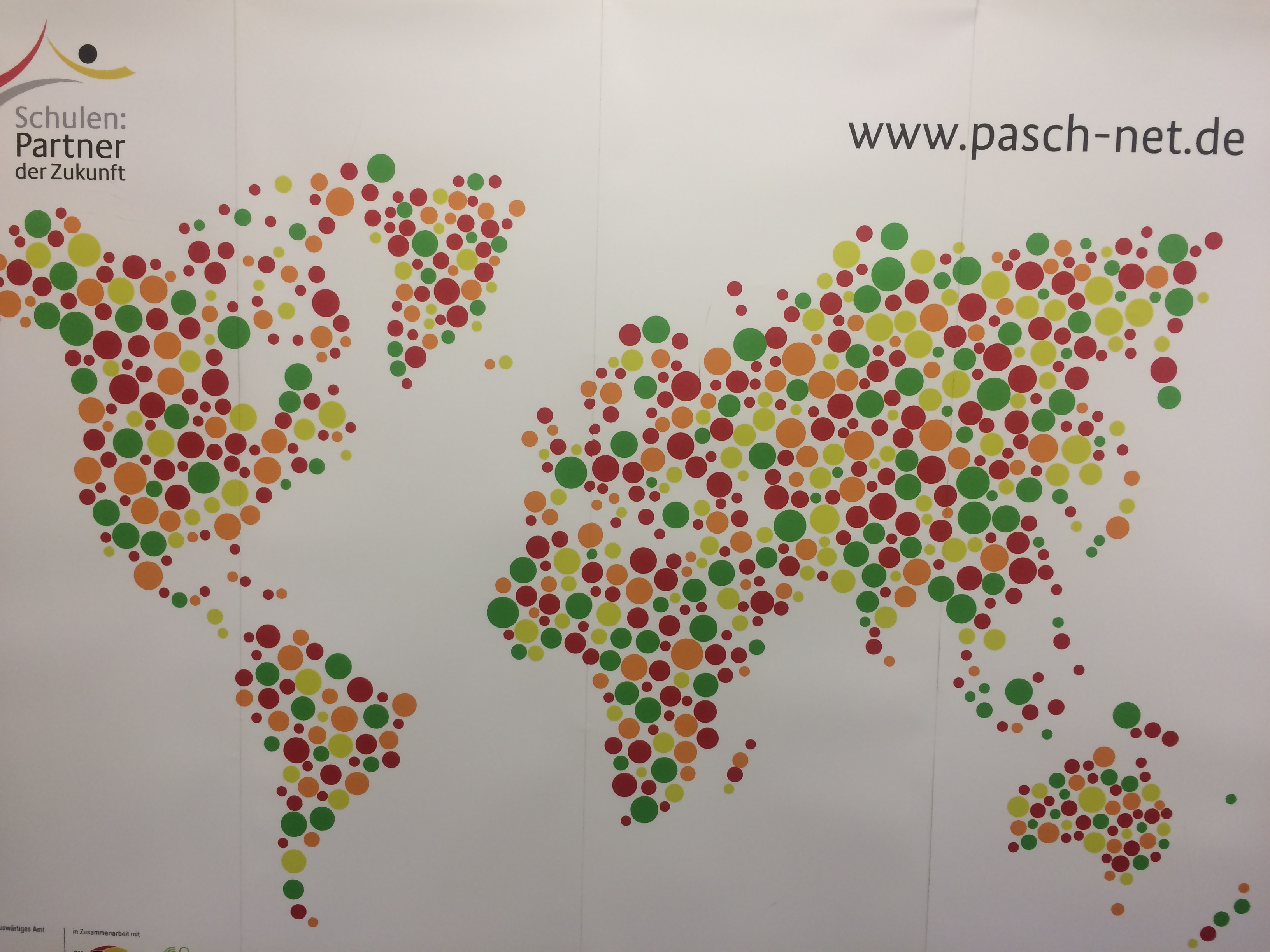
Pasch

PASCH "Colegios: Socios para el Futuro" es una iniciativa fundada en 2008 por el Ministerio Federal de Relaciones Exteriores. Esta comprende una red mundial de 1800 colegios asociados con un enfoque especial en Alemania y tiene como objetivo introducir y/o ampliar las clases de alemán en los colegios asociados.

### La iniciativa
La iniciativa Colegios: Socios para el Futuro está coordinada por la Oficina Federal de Relaciones Exteriores y se implementa conjuntamente con la Oficina Central de Escuelas en el Extranjero, el Instituto Goethe, el Servicio de Intercambio Pedagógico (PAD) de la Secretaría de la Conferencia de Ministros de Educación y el Servicio Alemán de Intercambio Académico (DAAD).
El objetivo de la iniciativa es expandir la cooperación escolar para consolidar aún más el alemán como idioma extranjero en los sistemas educativos nacionales. Además, se está ampliando la red de escuelas alemanas en el extranjero y escuelas que ofrecen el diploma de idioma alemán. Esto construye lazos a largo plazo con Alemania, y se alienta a los alumnos y profesores de las escuelas asociadas a intercambiar ideas y trabajar juntos. Además de aprender el idioma alemán, PASCH, como comunidad internacional de aprendizaje, hace una contribución duradera al intercambio cultural y a una mejor comprensión mutua.

### Coordinación con el Instituto Goethe
El Goethe-Institut apoya 600 colegios que a la vez supervisa para introducir o expandir el idioma alemán como materia escolar. Ofrece a los maestros capacitación didáctica y metódica, así como cursos de idioma y equipa a los colegios con materiales de enseñanza que pueden utilizarse en multimedia. Además, como parte de la iniciativa, el Goethe-Institut envía expertos en todo el mundo para enseñar en los colegios asociados.
El Goethe-Institut ofrece cada año cursos de idiomas para jóvenes en Alemania para más de 1.100 becarios en todo el mundo. Los participantes son estudiantes destacados, entregados y comprometidos de los colegios PASCH supervisados por el Instituto Goethe. Una comunidad en línea supervisada por el Goethe-Institut permite a los estudiantes ponerse en contacto entre ellos en todo el mundo e intercambiar ideas en alemán en foros y chats moderados.

#### Becarios Pasch del Goethe-Institut
Los cursos de idioma en Alemania, más conocidos como JuKu (en alemán Jugendkurs), se imparten en diferentes ciudades alrededor de Alemania. Cada uno de los cursos cuenta con 30 a 40 participantes aproximadamente de todo el mundo. El número de becarios por país puede variar de país en país. 
Los becarios tienen la oportunidad durante 2 a 3 semanas de poder ampliar sus conocimientos en el idioma alemán a través de clases personalizadas para cada nivel, además de poder tener un programa cultural variado para conocer más a profundo la cultura alemana. Durante el curso, cada becario está en contacto con diferentes culturas y tiene la oportunidad de poner entablar nuevas amistades y a la vez de profundizar sus conocimientos con la presentación de los países en el "Länderabend", donde cada país puede mostrar la cultura de su país a través de una presentación, danza o alguna característica típica del mismo. 
Al final de cada curso, todos los participantes visitan entre 1 a 2 universidades alemanas y/o tienen charlas informativas con expertos en el tema de estudios en Alemania. Esto con la finalidad de poder ampliar las opciones de los becarios que tengan el interés de volver al país para continuar con sus estudios superiores.

#### Pasch Alumni en coordinación con el Instituto Goethe
La plataforma en línea de Red Alumni se conforma de los exalumnos de todos los colegios Pasch en el mundo, cuando un alumno de un colegio, que es supervisado por el Instituto Goethe, estos pueden contar con el apoyo del mismo en lo que se respecta a, por ejemplo, el apoyo con el idioma alemán posterior al bachillerato. También se puede contar con el apoyo dentro del Instituto Goethe mientras un alumno de estos colegios ya antes mencionados esté cursando un estudio dual, más conocido como "Duale Ausbildung".

#### Objetivos de Pasch Alumni
La red de exalumnos de Pasch Alumni tiene por finadidad incrementar el número de Alumni y de poder crear una conexión real de cada uno de ellos. Para ello se realizan diferentes proyectos en cada uno de los paíse, donde la iniciativa está presente. 
Existen alrededor del mundo diferentes grupos de Pasch Alumni que se reúnen regularmente mediante la coordinación del Goethe-Institut para incrementar la red de Alumni existente. Cada uno de estos encuentros está dirigido a una inclinación para poder fortalecer la red Alumni de cada región independientemente dentro de un país o de la región en completo. 
Para el año 2020 se esperan todavía más reuniones dentro del país anfitrión Alemania como también de cada región Pasch alrededor del mundo.

## Presencia virtual
El instituto ofrece cursos de e-aprendizaje y tiene planes de abrir una isla en el mundo tridimensional Second Life.